# Nóvaia Simónovka
Nóvaia Simónovka - Новая Симоновка (rus) - és un poble de l'óblast de Bélgorod, a Rússia. El 2010 tenia 352 habitants. Pertany al districte (raion) de Valuiki.